# Varín
Varín (em húngaro: Várna) é um município da Eslováquia, situado no distrito de Žilina, na região de Žilina. Tem 19,09 km² de área e sua população em 2018 foi estimada em 3.822 habitantes.

## Demografia
| Ano:        | 1994 | 2004   | 2014   | 2024   |
| ----------- | ---- | ------ | ------ | ------ |
| Broj ljudi: | 3212 | 3474   | 3766   | 3870   |
| Razlika:    |      | +8,15% | +8,40% | +2,76% |

| Ano:               | 2023 | 2024   |
| ------------------ | ---- | ------ |
| Número de pessoas: | 3886 | 3870   |
| Diferença:         |      | -0,41% |